# Yuqui
Yuqui (Chori, Kurukwa, Mbia, Yuki), jedno od plemena američkih Indijanaca velike porodice Tupian, nekad naseljeno na velikim područjima departmana Santa Cruz i Cochabamba u Boliviji, danas na misiji na rijeci Río Chimore. Sami sebe nazivaju Mbia (=ljudi), a 1990. preostalo ih je oko 130. 

## Život i običaji
Yuqui su u prošlosti, prije kontakta, kaže Allyn McLean Stearman, živjeli organizirani po malenim bandama od 30 do 50 ljudi, koje su bile u neprekidnom pokretu, zadržavajući se, ovisno o izvorima hrane, na jednom mjestu najviše tri do pet dana. Lov, ribolov  i sakupljanje bilo je glavno zanimanje ovih skupina. Prema Allyn McLean Stearman, Yuqui nemaju nikakvih trgovačkih veza s ostalim plemenima, osim s drugim Yuqui skupinama, a svi došljaci, Indijanci ili ostali, smatraju se neprijateljem. 
Temeljna jedinica yuqui-socijalne organizacije je monogamna nuklearna obitelj, a terminologija sistema srodstva je dravidskog tipa. 
Yuqui svijet dijele na zemlju gdje žive živi i nebo gdje 'žive' mrtvi. Mrtve osobe s onog svijeta mogu se vratiti na zemlju u obliku nekih životinja, kao što je malena crvena ptica gurai. U trenu kad netko umre duša se podijeli na dva dijela, to je biague i ambivalentni yirogue, koji može izliječiti ili izazvati bolest. Uz duhove mrtvih Yuqui imaju i dva malevolentna bića, Iguanda i Chochoi, koja žive u šumi i mogu ukrasti djecu ili izazvati bolest ili smrt.
Žena u vrijeme pregnacije mora se pridržavati tabua hrane, jer bi u suprotnom to imalo negativnih efekata na nerođeno dijete.

## Vanjske poveznice
- Yuqui